# Contraddanza

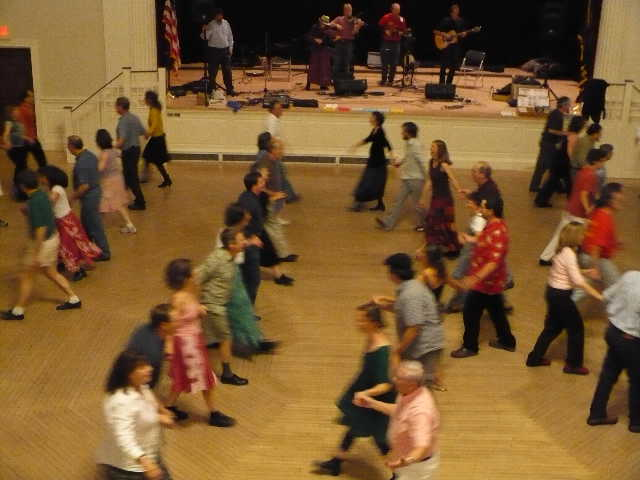
Esempio di contraddanza

La contraddanza, dall'inglese country dance, è un tipo di danza inglese contadina del XVII secolo che si svolge a schiere contrapposte. 
In {\displaystyle {\begin{matrix}2\\4\end{matrix}}} o {\displaystyle {\begin{matrix}6\\8\end{matrix}}}, è d'andamento allegro se non molto allegro. La contraddanza si diffuse nel continente nel XVIII secolo ed entrò anche nella musica colta con Mozart (Der Sieg von Helden Coburg) e Beethoven, che ne ricavarono deliziose orchestrazioni.
In Italia fa parte di alcuni repertori di danza tradizionale nelle danze occitane in val Varaita e nei balli staccati dell'Appennino bolognese. 
Nei balli occitani si chiama countradansa e viene danzata da tre coppie (a volte due) disposte a stella con le dame all'esterno, si alterna la passeggiata al balà e virà e si chiude con un balet.
Nei balli staccati è una danza dove dame e cavalieri si fronteggiano su due file contrapposte: sono elementi tipici balletti e giri di braccia; di solito non è chiusa dalla tresca, dato il gran numero di ballerini che vi partecipano.